# 阿瑞瓦威爾斯鐵路

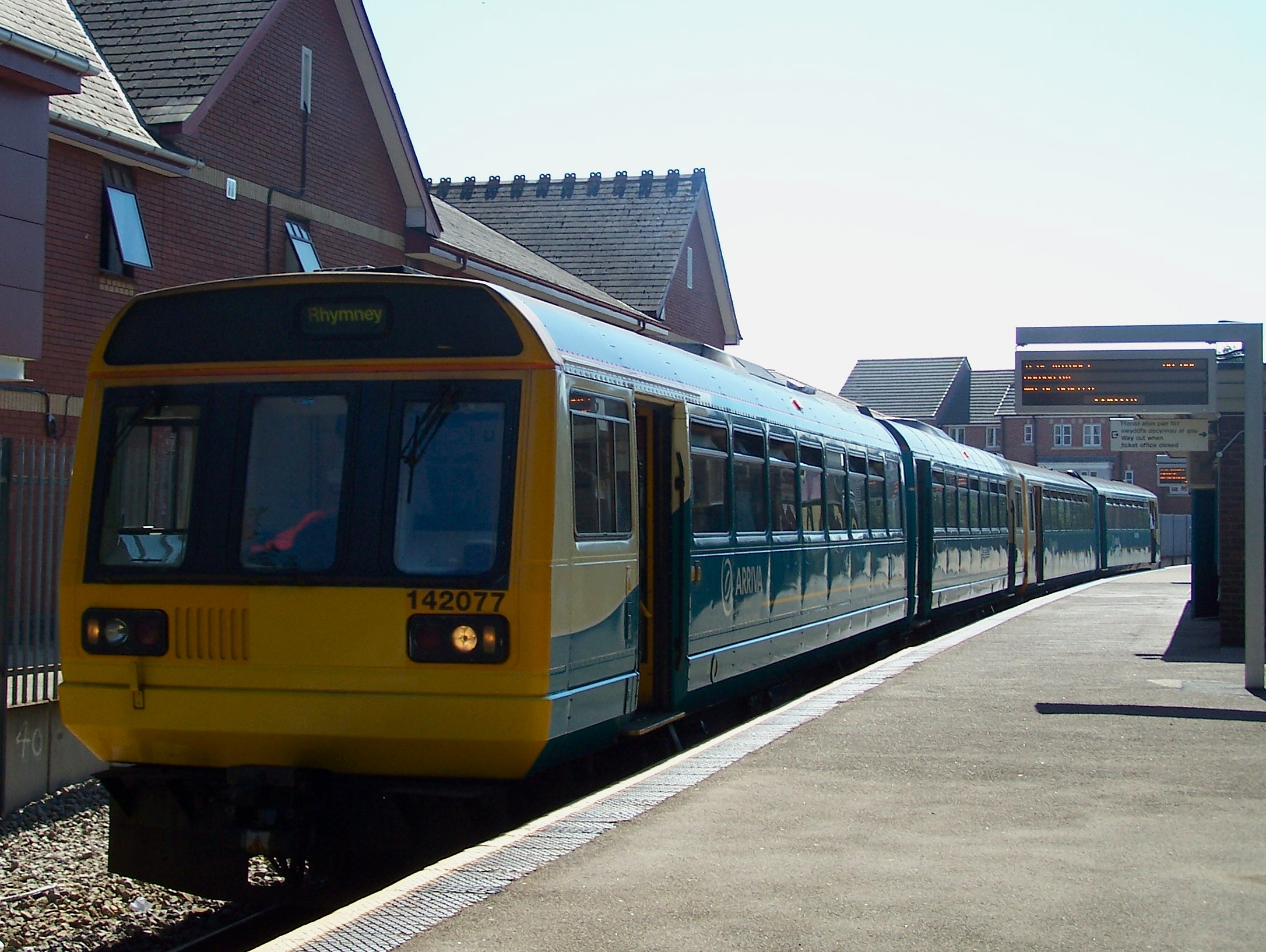
Arriva威爾士鐵路的列車

Arriva威爾士鐵路（ATW）是英國一家提供鐵路客運服務的公司，其路線範圍包括威爾士及其附近地區。Arriva威爾士鐵路是Arriva英國列車公司的一部分（Arriva Trains Wales）。Arriva威爾士鐵路提供的客運服務範圍包括了威爾士各主要線路和全部車站，此外Arriva威爾士鐵路的列車也停靠在一些英格蘭的車站，包括切斯特和伯明翰新街等。Arriva威爾士鐵路的所有列車均為柴聯車。
2018年10月，特许经营合约到期，Arriva集团未竞标续约，最终由Keolis和Amey组成的联合公司竞得，组成威尔士运输局铁路服务公司。

## 外部連結
- Arriva威爾士鐵路官方網站